# Adone
Adone (in greco antico: Ἀδώνης?, Adṑnēs o Ἄδωνις, Àdōnis) nome che nelle lingue semitiche significa "Signore" (cfr. "Adonai" in ebraico), è una figura di origine semitica, dove era oggetto di un importante culto nelle varie religioni legate ai riti misterici ispirati dalla apparente morte e resurrezione stagionale della vegetazione. È relativamente assimilato alla divinità egizia Osiride, al semitico Tammuz, all'etrusco Atunnis (o Atunis), all'anatolico Sandan di Tarso e vagamente legato anche al frigio Attis, tutte divinità legate alla rinascita e alla vegetazione. Soprattutto nell'attuale Siria era identificato come Adon.

## Il ramo d'oro

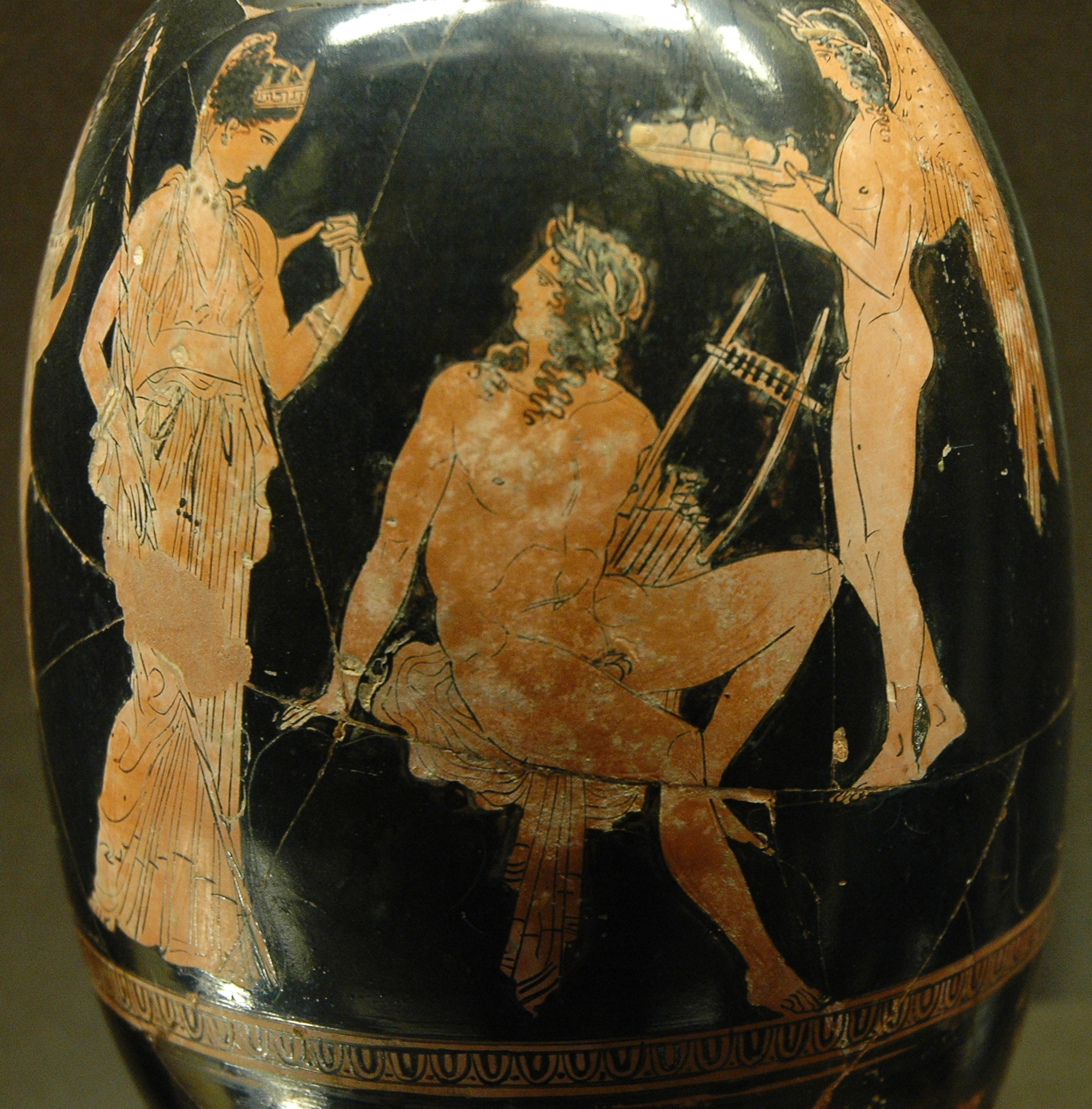
Afrodite e Adone, vaso Attico a figure rosse, ca 410 a.C., Parigi, Museo del Louvre.

Come spiega James Frazer in Il ramo d'oro, opera per ampia parte dedicata al mito di Tammuz, «il culto di Adone fu praticato dalle genti semitiche di Babilonia e Siria e i Greci lo presero da loro agli inizi del settimo secolo avanti Cristo. Il vero nome della divinità era Tammuz: Adone è semplicemente il nome semitico Adon, “signore”, un titolo onorifico con il quale i fedeli si indirizzavano a lui. [...] Nella letteratura religiosa babilonese Tammuz appare come il giovane sposo o amante di Ištar, la grande dea madre, incarnazione delle energie riproduttive della natura».
Adone è una delle più complesse figure di culto nei tempi classici. Egli ha assunto numerosi ruoli in ogni periodo. Simboleggia la giovanile bellezza maschile ma anche la morte ed il rinnovamento della natura. Dal suo sangue crebbero gli anemoni e ad essi Adone viene associato.
Fu un fanciullo bellissimo, figlio nato dal rapporto incestuoso fra Cinira, re di Cipro (ubriacato per l'occasione), e sua figlia Mirra. Un giorno, Cancreide, moglie di Cinira, osò sostenere che sua figlia fosse più bella di Afrodite, oppure Mirra stessa si astenne dall'offrire sacrifici alla dea. Afrodite, adirata, fece infiammare Mirra d'amore per suo padre e la fanciulla s'abbandonò alle lacrime per non poter soddisfare il suo desiderio. Una notte essa s'accinse ad impiccarsi quando la nutrice Ippolita, attirata dai suoi lamenti, la scorse e si apprestò a fermarla e a dissuaderla dai suoi propositi di morte, invitandola a confidarsi con lei. Bastò che Mirra proferisse: «O mamma, felice per te che sei sua moglie!» per far ammutolire la vecchia donna che apprese la passione incestuosa di Mirra per il padre e, per amore della fanciulla, si dichiarò disposta a portarla a compimento.
La nutrice attese la celebrazione della festa di Demetra, in occasione della quale le mogli si astenevano dall'andare a letto con i propri mariti, e parlò a Cinira, annebbiato dal vino, di una bellissima fanciulla, coetanea di Mirra, che desiderava giacere con lui. Calò la notte e la donna portò Mirra per mano nell'appartamento del padre, presentandola all'uomo nell'oscurità. La fanciulla si giacque con il padre per nove notti, senza che l'uomo scoprisse l'identità della figlia, ma una notte Cinira s'incuriosì e accostò una lampada al viso di Mirra; riconosciuta in lei la propria figlia, ammutolì per l'orrore e sguainò la spada per ucciderla. Mirra fuggì disperata in aperta campagna e, con il favore della notte, depistò il padre, supplicando poi gli dei di renderla invisibile risparmiandola sia alla vita sia alla morte. Oppure, Cinira inseguì furibondo la figlia fuori dal palazzo e la raggiunse sul ciglio di una collina, ma Afrodite, mossa a compassione, s'affrettò a tramutarla in un albero di mirra, che l'uomo troncò in due con un netto fendente.
Trascorsero nove mesi e Mirra fu colta dalle doglie. Il suo tronco s'incurvò ma la metamorfosi privò la fanciulla d'una voce potente con cui potesse emettere gemiti. Lucina s'impietosì, s'avvicinò all'albero e posò le mani sulla corteccia per pronunciare la formula del parto. Subito s'aprì un piccolo varco, da cui affiorò il piccolo Adone. Le Naiadi lo raccolsero e lo unsero con le lacrime di sua madre.
Allevato dalle Naiadi, riuscì letteralmente a stregare con la sua sfolgorante bellezza la stessa Afrodite, che lo amò appassionatamente, e poi anche Persefone. Secondo il racconto dello Pseudo-Apollodoro Afrodite lo mandò da Persefone in una cassa di legno, affinché quest'ultima lo tenesse al sicuro in un angolo buio. Persefone, spinta dalla curiosità, aprì il cofano e vi scorse il bellissimo bambino. Se ne innamorò e lo tenne con sé nel suo palazzo. Afrodite fu informata della faccenda e si precipitò irata nel Tartaro per rivendicare Adone, ma Persefone rifiutò di restituirlo ad Afrodite ed essa s'appellò allora al verdetto di Zeus.
Zeus, che ben sapeva che Afrodite in un modo o nell'altro si sarebbe unita con il bel fanciullo, rifiutò di risolvere una questione così sgradevole e l'assegnò ad un tribunale meno prestigioso, presieduto dalla Musa Calliope. La dea stabilì che Afrodite e Persefone meritavano pari autorità su Adone, perché la prima l'aveva salvato al momento della nascita e la seconda in seguito, scoperchiando il cofanetto e rinvenendo il fanciullo. Calliope risolse la disputa ordinando al ragazzo di passare un terzo dell'anno con Afrodite, un terzo con Persefone e un terzo con la persona di sua scelta. Secondo altri, Zeus stesso s'interessò alla questione ed emise il verdetto.
Afrodite s'infuriò perché Adone non le era stato concesso solo per sé e sfogò il suo sdegno instillando nelle Menadi un disperato amore per Orfeo, figlio di Calliope. Il musico respinse le fanciulle invasate ed esse, offese, lo dilaniarono. Poi indossò una cintura magica che stimolava il desiderio sessuale verso chi la portasse e attirò Adone fra le sue braccia, inducendolo a trascorrere con lei anche la porzione annuale destinata alla libertà e riducendo il periodo che spettava a Persefone. Si narra che una donna, Elena, aiutò Afrodite nel sedurre il bellissimo Adone. Un giorno, la Musa Clio insultò Afrodite per la sua storia d'amore con il fanciullo e la dea, furente, l'accecò d'amore per Piero, figlio di Magnete. Ovidio narra che Afrodite fu involontariamente colpita da una freccia del figlioletto Eros avvolgendolo in un abbraccio e per questo s'innamorò alla follia di Adone ormai adulto, bello e fiero.
Per amore del giovane, Afrodite trascurò di visitare Citera (oggi Cerigo), Pafo e altri suoi luoghi di culto, e non smise per un istante di seguirlo nei boschi e nelle selve, liberando i cani da caccia contro cervi, lepri e caprioli per facilitare all'amato le prede.
Come figli di Adone e di Afrodite si ricordano Priapo (nato veramente dopo che Afrodite fu amata anche da Dioniso), Golgo, eponimo della città di Golgi a Cipro, Istaspe, Zeriadre, e una figlia, Beroe.
Secondo altri mitografi durante una battuta di caccia fu ucciso da un cinghiale inviato dal geloso Apollo con l'aiuto di Artemide o da Ares amante della dea Afrodite. Dal sangue del giovane morente crebbero gli anemoni e da quello della dea, ferita tra i rovi mentre era corsa a soccorrerlo, le rose rosse. Zeus commosso per il dolore di Afrodite concesse ad Adone di vivere quattro mesi nel regno dell'Ade, quattro sulla Terra assieme alla sua amante e quattro dove preferiva lui.

## Differenti versioni

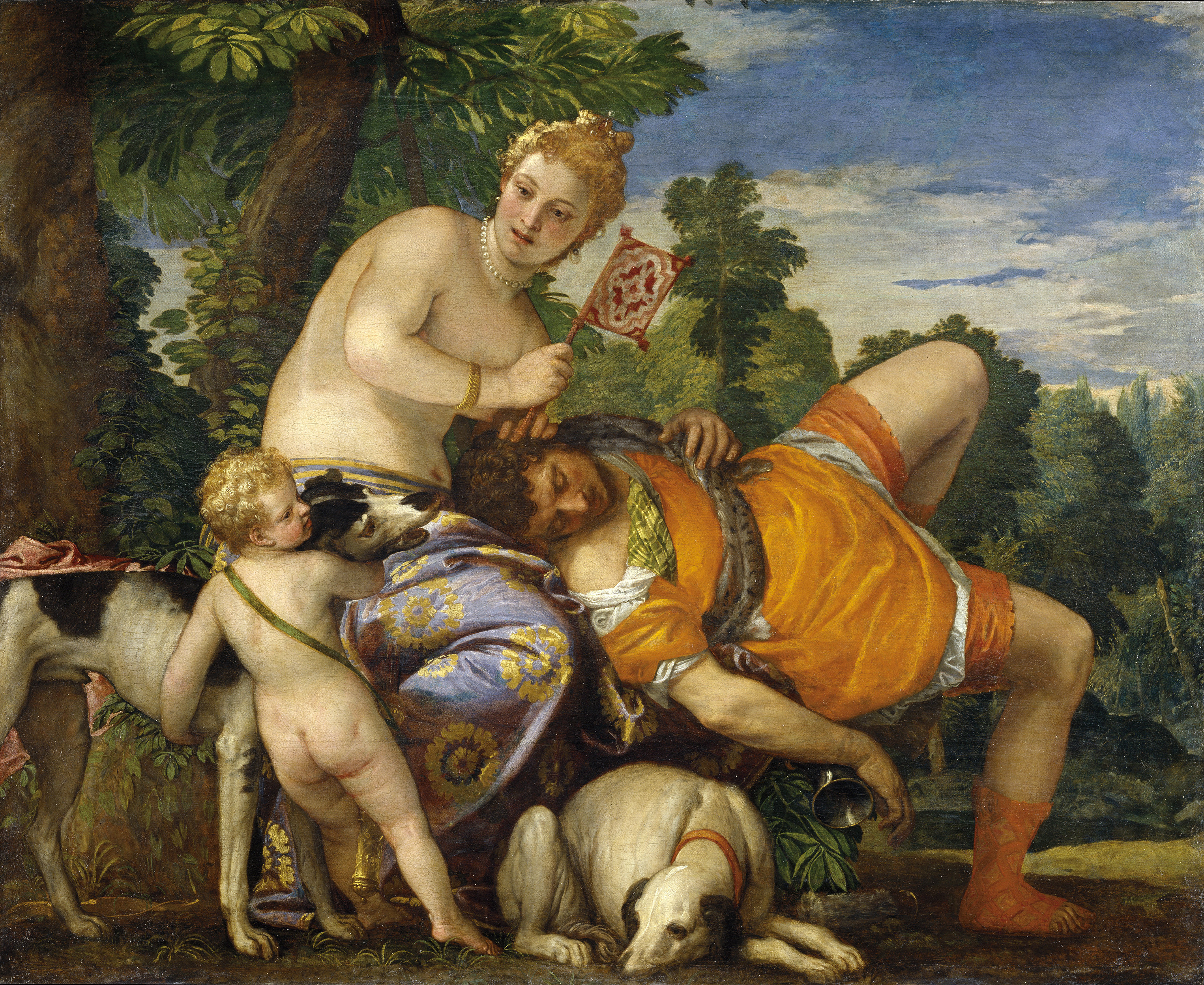
Paolo Veronese, Venere e Adone, olio su tela, Madrid, Museo del Prado.

Al nucleo più antico della storia basato sull'incesto tra Teante, re siriaco, o Cinira, e la figlia Mirra, il parto di Adone dall'albero, la contesa tra Afrodite e Persefone per il possesso del bambino, si aggiungono altri motivi, rintracciabili soprattutto nelle favole di Igino.
Riassumiamo qui le differenti versioni:
- L'offesa ad Afrodite verrebbe dalla madre di lei Cencreide, la quale osò affermare che la propria figlia era più bella di Afrodite.
- Secondo altre fonti la causa dell'ira di Afrodite fu il vanto espresso da Mirra che la sua chioma fosse più bella di quella della dea. Vi è pure una forma della leggenda che attribuisce la sventura di Mirra non all'ira di Afrodite ma a quella del Sole. I poeti e scrittori tardi si sono compiaciuti di rappresentare come la nutrice venisse in aiuto della fanciulla e contribuisse a trarre in inganno il padre di lei: su questo particolarmente il Libro X delle Metamorfosi di Ovidio.
- Sarebbe il re ad aprire la corteccia dell'albero con la spada.
- La leggenda narra pure che Afrodite si invaghì di Adone solo quando divenne adulto, diventando un bellissimo pastore e cacciatore.

Anche sulla morte esistono differenti versioni:
- Si narra che fu ucciso dal cinghiale mandatogli contro dal geloso Ares o che Ares stesso si fosse trasformato in cinghiale per paura che Afrodite si innamorasse di lui.
- Oppure fu Artemide a causare la morte del giovane, irritata dalla persecuzione di Afrodite contro Ippolito.
- Oppure nel furioso cinghiale si cambiò non Ares, bensì Apollo, per trarre vendetta del proprio figlio Erimanto, che Afrodite aveva accecato perché egli l'aveva veduta al bagno.
- Sarebbe stata Afrodite a nascondere il corpo di Adone morto sotto le lattughe e a trasformarlo in anemone.

### Adone e Ammone
Il mitologo Fornuto connette Adone ed Ammone. Ammone, secondo alcuni un re di Libia da identificare con Dioniso, figlio di Cinira (re di Cipro), sposò Mirra ed ebbe per figlio Adone. Cinira, avendo bevuto un giorno eccessivamente, s'addormentò in una postura indecente in presenza della nuora, e questa se ne fece beffe alla presenza di suo marito. Ammone ne avvertì suo padre, dopo passata l'ebbrezza, e Cinira sdegnato contro la nuora, caricò di maledizioni tanto lei che suo nipote e li scacciò. Mirra, con suo figlio, si ritirò nell'Arabia ed Ammone nell'Egitto, dove morì. Dicono che era in Libia una fontana di Ammone, la cui acqua era fredda a mezzodì e calda la mattina e la sera. Anche Ammone è considerato custode della natura e della fecondità. Secondo Plinio vi era un oracolo di Ammone in Etiopia. Secondo Diodoro Siculo Ammone era un eroe libico amato da Rea, che lo rese padre di Dioniso; fu educatore, difensore e maestro di questi e Giove, i quali gli donarono l'immortalità. Adone, nella versione di Fornuto, si rifugiò in Egitto con suo padre Ammone, dedicandosi interamente alla civilizzazione degli Egizi.

## Adonie e boschetti di Adone

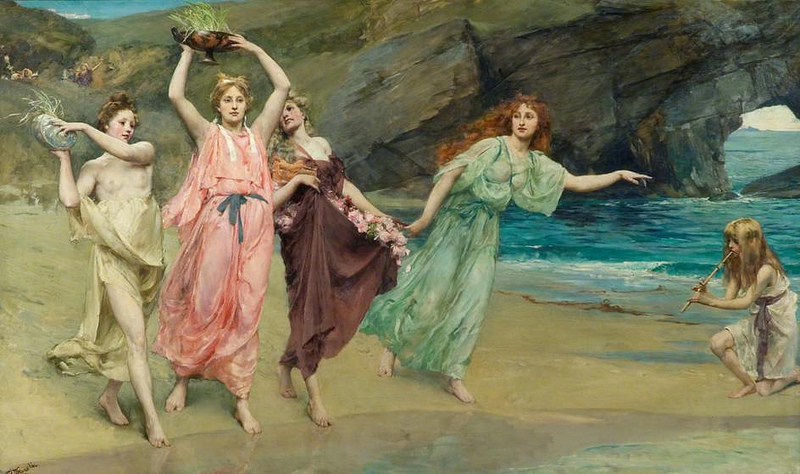
I Giardini di Adone (1888), di John Reinhard Weguelin.

Figura celebratissima in tutta l'antichità greca, come simbolo di natura fiorente spenta dai rigori invernali (rappresentati dal cinghiale), ma che ritorna pur sempre a splendere appena giunge la primavera. Gli furono dedicate le celebrazioni delle Adonie (tra aprile e maggio), periodo in cui le giovani donne sue devote portavano al tempio piccoli giardinetti in vaso a lui dedicati. Coltivati amorosamente per tutta la durata della cattiva stagione erano poi sacrificati al dio rinascente al suo riapparire. In successiva epoca cristiana veduti come emblemi di vanitas pagana o anche di sterilità, in quanto duravano poco ed erano gettati via presto... fino ad esser stigmatizzati qual simboli d'onanismo ed omosessualità.
A Biblo, in Libano, passava un fiume, chiamato l'Adone, che ogni anno prendeva una coloritura rossa il giorno in cui si celebrava la morte di Adone.

## Fonti letterarie
(Saffo di Lesbo, frammento 140 Voigt)

## Continuità del culto
Strabone nella Geographia (c. 748) dà conto del culto di Bambike, località "distante quattro scheni dall'Eufrate", chiamata anche Edessa e Hieropolis, dove si venerava la dea Siria ovvero Atargatis. La dea Syria, divinità celeste connessa alle varie forze fecondanti della natura, era la seconda componente della triade ieropolitana Adad-Atargatis-Adonis. In città le era dedicato un grandioso santuario, di cui ci rimane la descrizione in Luc. Dea Syr. 28, 30 ss. Sia le fonti greche che quelle latine fanno frequentemente allusione al suo culto.
Agostino, nella sua opera De Civitate Dei (prima metà del V secolo), scrive: "Ci sono... i riti sacri a Venere, in cui si piange Adone, il bellissimo giovane suo amante, ucciso dai morsi del cinghiale".
Nel V secolo San Girolamo, padre della Chiesa, scrive scandalizzato che perfino Betlemme accoglieva il pianto per l'amato di Venere, nella grotta in cui Gesù neonato aveva vagito. Analoghe testimonianze sono presenti in Ammiano Marcellino.

## Adone e i maggi europei

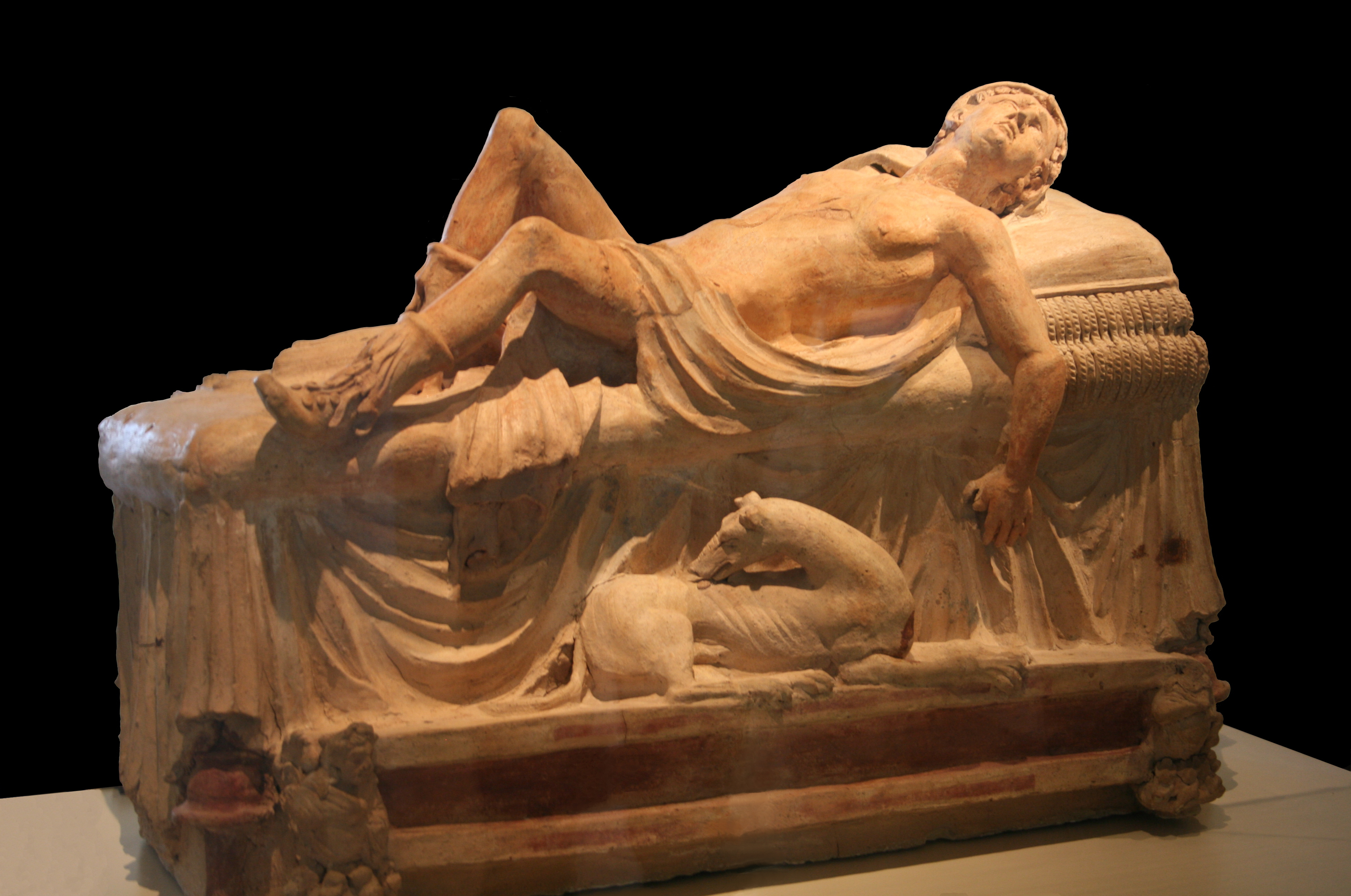
La Morte di Adone - Museo gregoriano etrusco (Vaticano).

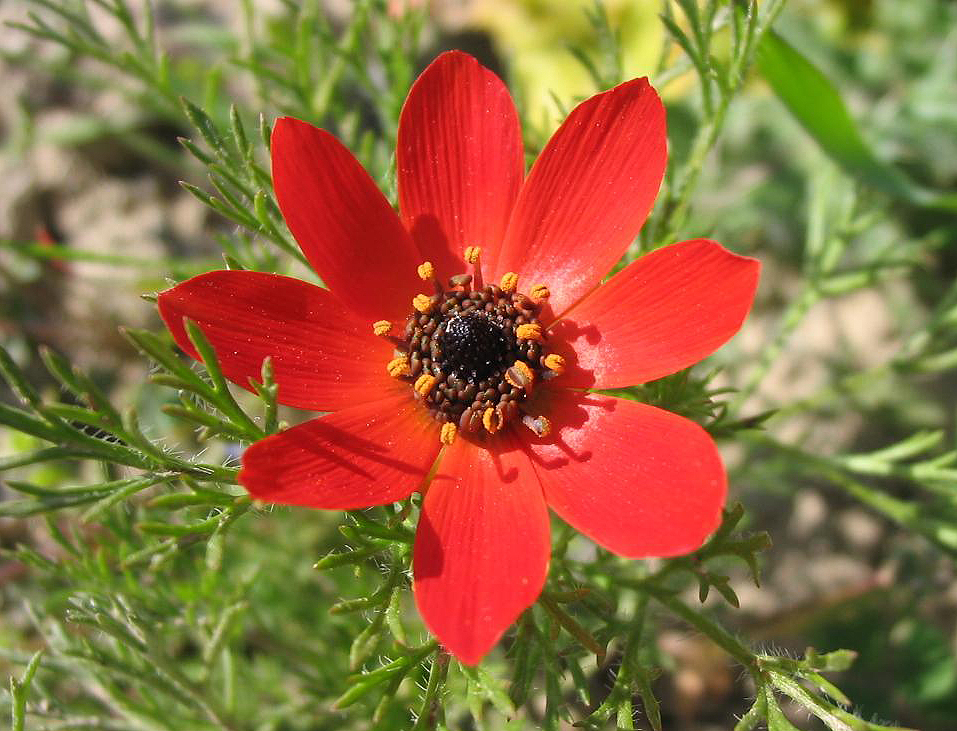
Fior d'adone (Adonis annua)

La celebrazione delle Adonie di primavera, con evidente allusione al rigoglio delle piante dopo l'inverno, collega Adone a una serie di altri racconti mitici e festività che rendono omaggio alla ripresa del ciclo naturale e si sviluppano attorno alla simbologia delle piante. Ricordiamo che Adone, come Attis, ha origine dagli alberi.
Adone, tra l'altro, ha diverse affinità con la vicenda di Dioniso, il dio che rappresenta il potere vivificante che è nella natura. Non è un caso che, nell'ambito della celebrazione delle Antesterie, feste di primavera presiedute da Dioniso, vi sia il rito delle Aiora in cui si rievoca il suicidio di Erigone, figlia di Icario, il quale aveva dato ospitalità al dio. Al centro delle Aiora è ancora una volta la simbologia legata alla vegetazione, a partire da Icario per passare all'evocazione dell'impiccagione agli alberi compiuta dalle ragazze ateniesi fatte impazzire dal dio. L'albero è qui una figura centrale che ricorda l'episodio del mito e che acquista una centralità nel rito, dal momento che maschere lignee consacrate vi vengono appese a ricordo della morte di Erigone e delle donne di Atene (si veda anche a questo proposito il rito degli oscilla). Anche qui dunque, nella cornice di rinascita delle Antesterie, vediamo emergere il motivo della morte (questi due elementi convivono costantemente non solo all'interno di tale rito e nelle Adonie).
Nelle Targhelia, feste del mese di maggio, celebrate in onore di Apollo e Artemide, si portavano in processione allori, oltre che le primizie dei campi e il primo pane. Anche nel corteo di Adone venivano portati fiori e piante, oltre ai giardini di Adone. Questo elemento contribuisce a creare un'ulteriore affinità con certe tradizioni delle feste del maggio celebrate in Europa.
Un altro rito interessante, accostabile ai "maggi europei", è la processione dei daìdala che si svolgeva in Beozia in onore di Era. Platea e altre tredici città della Beozia, ciascuna a turno, prendono un daìdalon (un'immagine lignea che ritrae il volto della dea) che viene tagliato in un certo boschetto presso Alalcomene. Ogni sessanta anni tutti e quattordici i daìdala sono bruciati sulla vetta del monte Citerone. Questi "idoli" collocati in città ricordano appunto analoghe cerimonie europee. D'altronde, osserva sempre Burkert, gli alberi di maggio "nei tempi più antichi, non erano rinnovati ogni anno, ma venivano conservati al centro del villaggio fino a che, alla fine, venivano bruciati".
Il rito irlandese di Beltane, celebrato il primo di maggio dai pastori che si riuniscono nei campi, intreccia pure il motivo del sacrificio e della morte sacra con l'idea propiziatoria delle forze della natura che rinasce perché siano favorevoli alle attività degli uomini.